# چتر سنت پیتر (فیلم ۱۹۳۵)
چتر سنت پیتر (مجاری: Szent Péter esernyöje) یک فیلم درام مجارستانی است که در سال ۱۹۳۵ منتشر شد. از بازیگران آن می‌توان به پال کالمار، شاندور پتش، و الا گومباسوگی اشاره کرد.